# Александар Гиговић
Александар Гиговић (20. април 1983, Крагујевац - 28. јул 2007, Ивањица) је био српски одбојкаш који је провео читаву каријеру у Радничком из Крагујевца.
Гиговић је почео да тренира одбојку са 11 година. Почео је на позицији техничара, али је касније прешао на позицију примача сервиса, где се и доказао као одличан играч. Доласком Дејана Брђовића у клуб, 2002. године, Раднички је почео да бележи сјајне резултате. Велики део заслуга за то је припадао и Гиговићу. У сезони 2006/07. Раднички је био најпријатније изненађење првенства и регуларни део првенства завршио је на челној позицији. И Гиговић је играо у невероватној форми. Због својих одличних игара и велике борбености постао је љубимац публике, која је на сваком мечу скандирала његово име. Навијачи, а и сви у клубу са великим ентузијазмом су дочекали почетак плеј–офа, очекујући да ће их популарни Гига предводити до прве титуле. У првом мечу плеј–офа, млада нада Крагујевчана се повредила. Без свог најбољег играча Раднички бива елиминисан од краљевачке Рибнице.
Игор Колаковић, селектор репрезентације, је изоставио Гиговића са списка играча за Светску лигу и због тога је био жестоко критикован од стране стручне јавности. Гига добија позив да наступи за универзитетску репрезентацију на Универзијади у Бангкоку. Репрезентација се припремала за ово такмичење у Ивањици. Неколико дана од почетка припрема, 28. јула 2007, Гиговић је преминуо у сну, док се одмарао после јутарњег тренинга. Његова изненадна смрт је шокирала Србију и читаву одбојкашку и спортску јавност.
Гиговић је сахрањен 30. јула 2007. у Крагујевцу, на гробљу Бозман. Сахрани је присуствовало неколико хиљада људи, међу којима и његови клупски другови, мушка и женска репрезентација, високи градски функционери и функционери савеза.
Убрзо након његове смрти, клуб је донео одлуку да организује турнир, у знак сећања на свог најбољег играча. Први Меморијални турнир Александар Гиговић је почео 28. септембра 2007. године, уз учешће Војводине, Будућности и Работничког. Овај дводневни турнир се игра последње недеље септембра, пред сам почетак првенства.
Гиговић је 26. децембра 2007, постхумно награђен наградом спортског друштва Раднички. Ову награду је примио његов отац.